# Рдечи Брег (Ловренц на Похорју)
Рдечи Брег (словен. Rdeči Breg) је насељено место у општини Ловренц на Похорју, Подравска регија, Словенија. Део је насеља Рдечи Брег, које је административним границама подељено на два насеља: Рдечи Брег (Ловренц на Похорју, Подравска) и Рдечи Брег (Подвелка, Корушка).

## Историја
До територијалне реорганизације у Словенији био је у саставу старе општине Руше.

## Становништво
У попису становништва из 2011. године, Рдечи Брег је имао 260 становника.
| Број становника према пописима | Број становника према пописима | Број становника према пописима |
| ------------------------------ | ------------------------------ | ------------------------------ |
| 1991                           | 2002                           | 2011                           |
| 277                            | 248                            | 260                            |